# Rudolf Vohanka

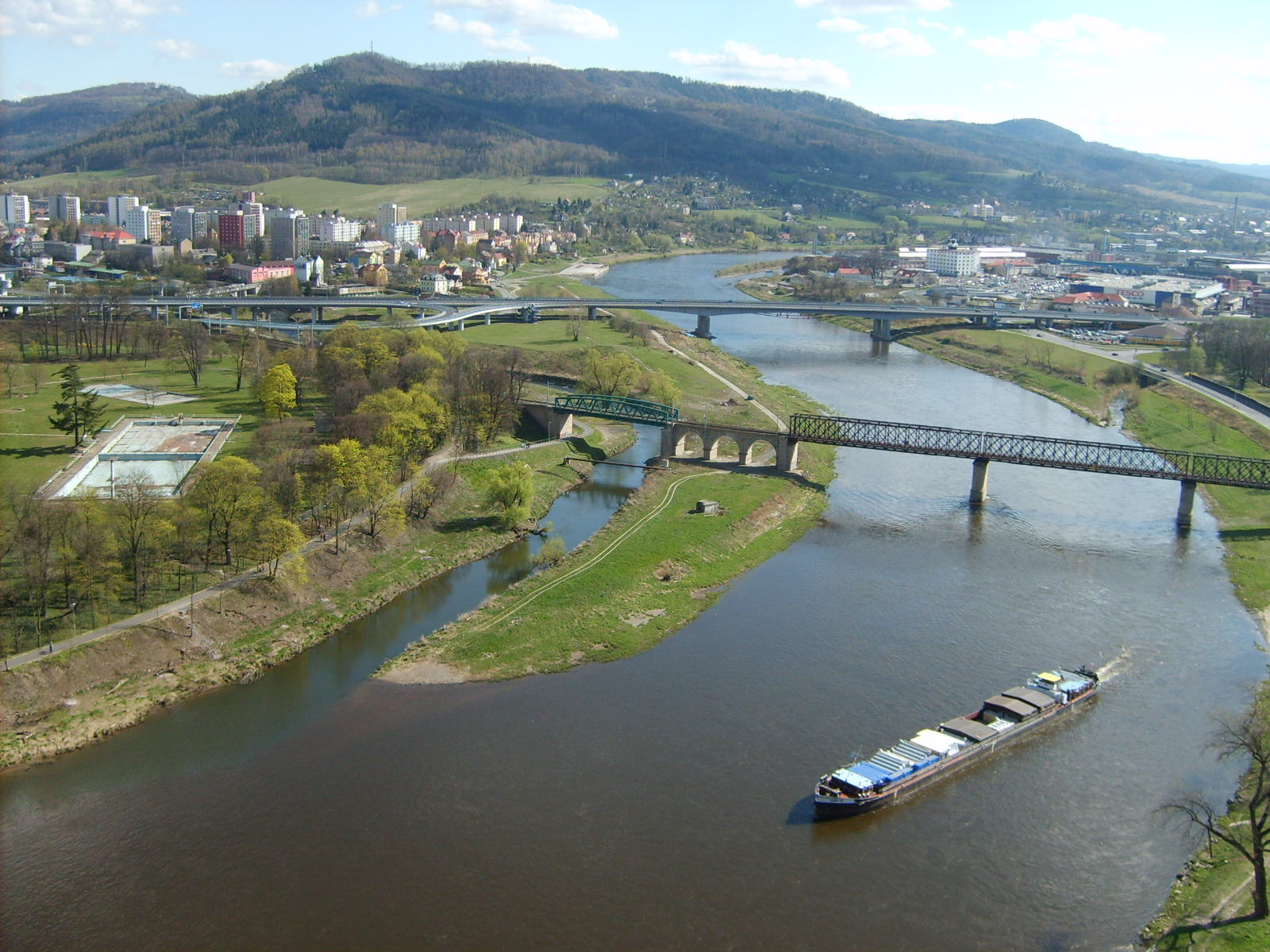
Regió d'Ústí nad Labem on convergeixen els rius Elba i Děčín i regió on va néixer Rudolf Vohanka

Rudolf Vohanka (Vinařice, Ústí nad Labem, Bohèmia, 28 de desembre de 1880 - Praga, Txèquia, 6 d'abril de 1963) fou un compositor txec. Estudià composició a Viena, ampliant allà els coneixements que havia rebut del seu pare, que també fou un músic distingit. Es va fer notar com a autor de lieder i obres corals. A més va escriure, un quartet, per a instruments d'arc; un altre amb piano; l'oratori Johannes Hus, i el melodrama Petrus legende.